# Associació de Juristes en Defensa de la Llengua Pròpia
L'Associació de Juristes en Defensa de la Llengua Pròpia (AJDLP) és una organització sense ànim de lucre que defensa l'ús del català en i a partir del món de la justícia. Se'ls coneix correntment com a Juristes per la Llengua.
Constituïda el desembre del 2003, fundada per Rut Carandell i amb seu a la ciutat de Barcelona, l'associació agrupa un centenar de professionals que treballen en el món de la justícia, i defensa i promou l'ús de la llengua catalana en l'exercici de la seva professió, garantint així mateix l'ús d'aquesta llengua sense cap mena de discriminació per part de ningú en l'àmbit judicial.
El 2007, va ser guardonat amb el Premi Nacional a la Projecció Social de la Llengua Catalana, concedit per la Generalitat de Catalunya «per la seva tasca en favor que la llengua catalana tingui la presència que li correspon en l'àmbit jurídic, on històricament hi ha hagut dificultats especials».